# Platygaster corvina
Platygaster corvina är en stekelart som beskrevs av Förster 1861. Platygaster corvina ingår i släktet Platygaster och familjen gallmyggesteklar. Inga underarter finns listade i Catalogue of Life.